# Блюм, Леон
Андре́ Лео́н Блюм (фр. André Léon Blum; 9 апреля 1872, Париж — 30 марта 1950, Жуи-ан-Жоза, департамент Ивелин) — французский политик, первый социалист и еврей во главе французского правительства. Старший брат Рене Блюма.

## Социалист
Блюм происходил из вполне обеспеченной буржуазной семьи еврейского происхождения — сын эльзасского фабриканта шёлковых лент. Учился в престижном лицее Генриха IV, затем в Сорбонне. В молодости занимался литературой, исследовал творчество Гёте, печатал стихи в журнале под редакцией Андре Жида, выступал как критик.
Под влиянием дела Дрейфуса, как и многие французские евреи, заинтересовался политикой; вскоре он уже активный участник социалистического движения, последователь и поклонник Жана Жореса, один из ведущих теоретиков партии и марксистов того времени, издатель газеты «Юманите». С 1919 года глава СПФ и депутат Национального собрания от Парижа. Осудил Октябрьскую революцию и диктатуру пролетариата, заявив о неприемлемости любой диктатуры; после этого сторонники русской революции организовали Французскую коммунистическую партию (1920), причём к ним перешла и «Юманите». Как марксист, отказывался от участия в буржуазных правительствах (а создание чисто левого правительства без поддержки компартии было невозможным).

## Правительство Народного фронта

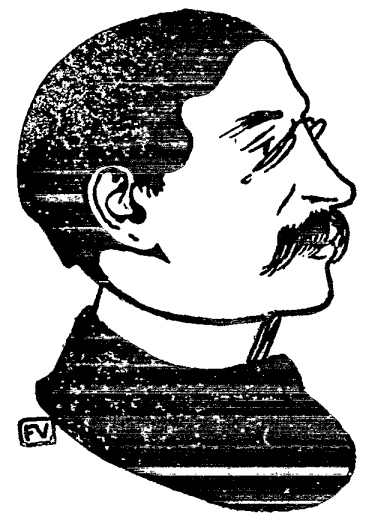
Рисунок Валлотона

В 1936 году один из организаторов антифашистского Народного фронта, одержавшего победу на всеобщих парламентских выборах, после чего Блюм согласился стать премьер-министром. Первое правительство Блюма приняло пакет важных социальных законов: оно окончательно утвердило 40-часовую рабочую неделю, ввело оплачиваемый отпуск для рабочих, уравняло арабов в Алжире в правах с французами и пр. В 1937 году из-за противоречий внутри коалиции по вопросу поддержки испанских республиканцев в Гражданской войне в Испании Блюм ушёл в отставку; в марте следующего, 1938, года он вновь был назначен премьером, но не смог сформировать стабильное правительство и уже через месяц покинул свой пост.

## Война
В 1940 году отказался покинуть республику (хотя, как еврей и социалист, обрекал себя на репрессии при немецкой оккупации). При созыве Национального собрания в Виши был одним из 80 депутатов, голосовавших против предоставления диктаторских полномочий маршалу Петену. Содержался с сентября 1940 года под арестом. В 1942 году предан, вместе с рядом политиков Третьей республики, показательному суду, должному «установить и осудить виновников поражения Франции» («Риомский процесс»). В 1943 году по приказу Пьера Лаваля депортирован в Германию и содержался в концентрационном лагере Бухенвальд; благодаря случайности избежал расстрела, в мае 1945 года освобождён союзниками. Его брат Рене Блюм погиб в Освенциме.
Блюм вернулся во Францию и вошёл во временное правительство де Голля. В конце 1946 года кратковременно возглавил государство и правительство. Был также представителем Франции в ЮНЕСКО.
Его внучка Катрин вышла замуж за индолога Шарля Маламуда, профессора и заведующего отделением религиоведения Практической школы высших исследований.

## Память
Именем Леона Блюма назван посёлок Кфар-Блюм на севере Израиля. Улица Леона Блюма есть во многих городах Израиля, включая Тель-Авив, Хайфу, Холон и Петах-Тикву.